# PublicAffairs
PublicAffairs (o PublicAffairs Books) è uno dei marchi di Perseus Books Group, una casa editrice americana con sede a New York che fa parte di Hachette Book Group dal 2016.
Fondata nel 1997 da Peter Osnos, la società pubblica per lo più libri di saggistica non mainstream su politica e attualità, sia americana che internazionale. L'attuale editore è Clive Priddle.
Ha pubblicato diversi libri di autori premi Nobel, tra cui Banker to the Poor di Muhammad Yunus e i due libri Poor Economics e Good Economics for Hard Times di Abhijit Banerjee e Esther Duflo.
Nel 2019 ha pubblicato il bestseller internazionale Il capitalismo della sorveglianza di Shoshana Zuboff.